# François Sicard

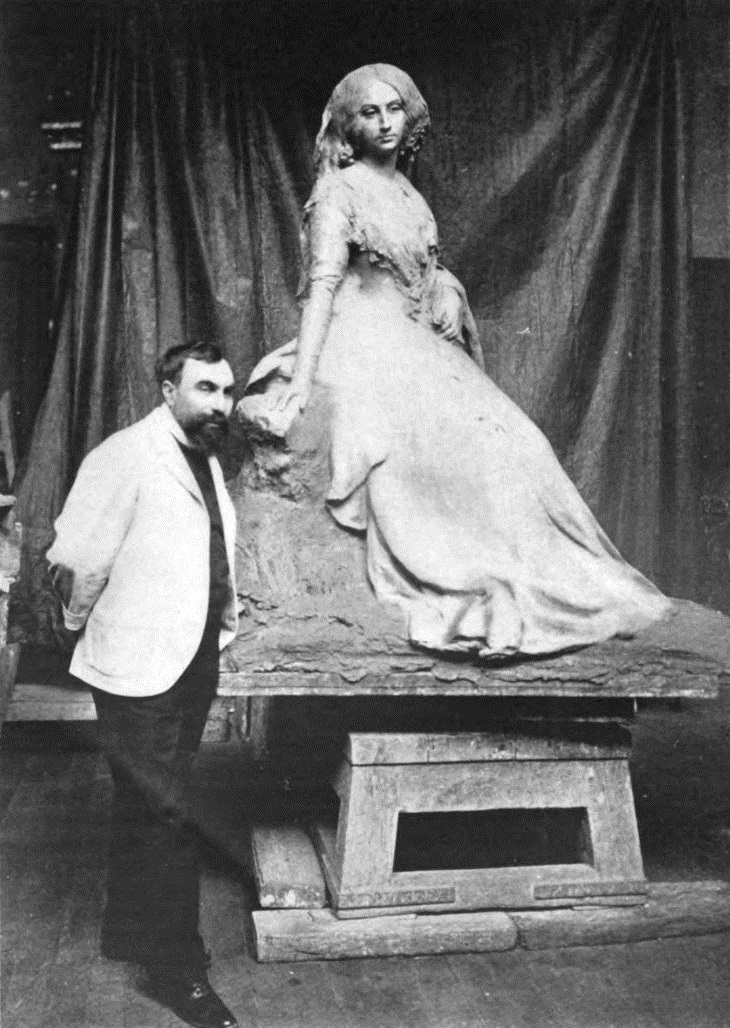
Sicards Skulptur von George Sand (Photo mit dem Künstler)

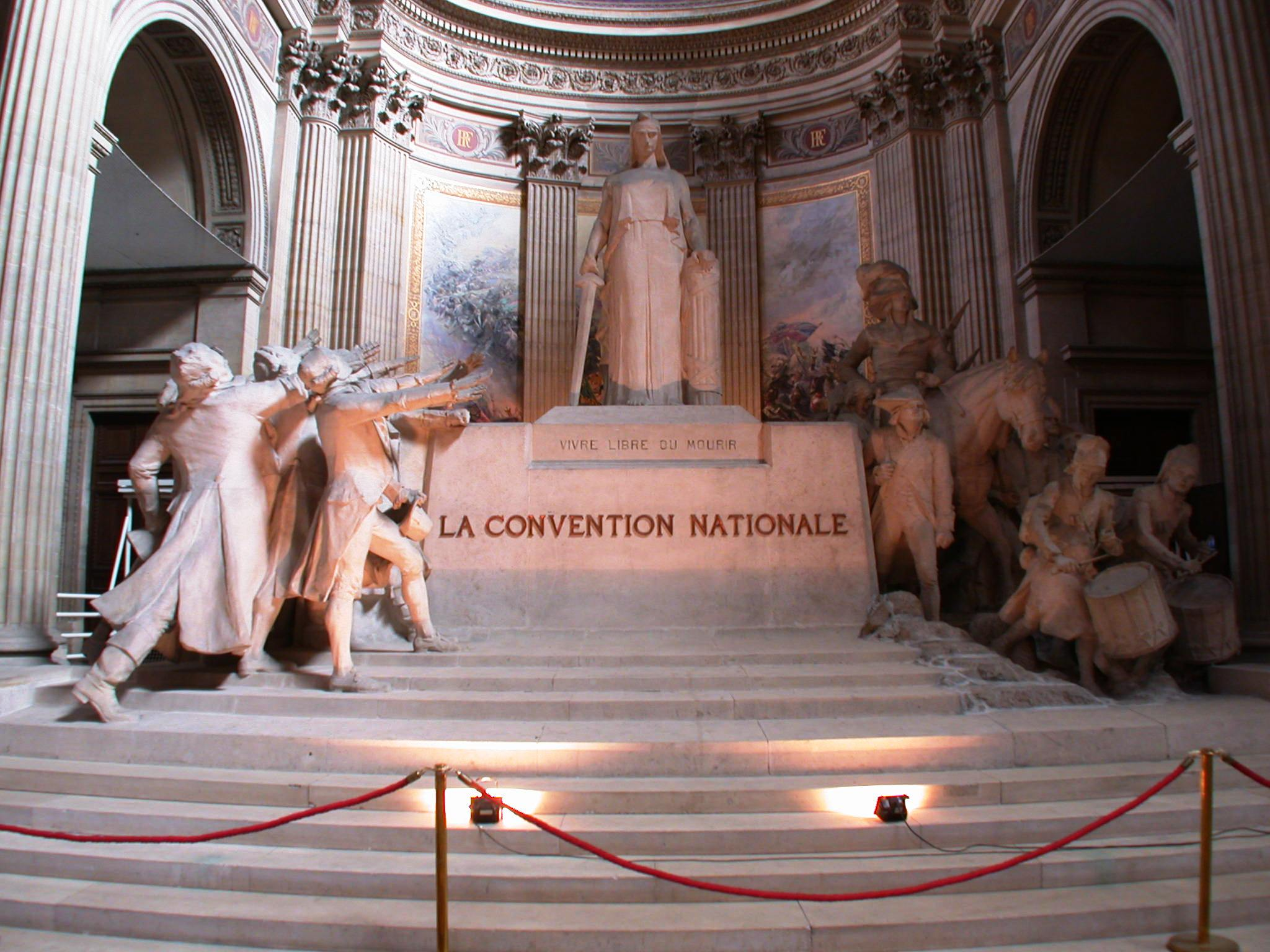
La Convention Nationale (Der Nationalkonvent) von François Sicard, auf dem Sockel die Inschrift: Vivre libre ou mourir „Lebe frei oder stirb“ (in der Apsis des Panthéons in Paris)

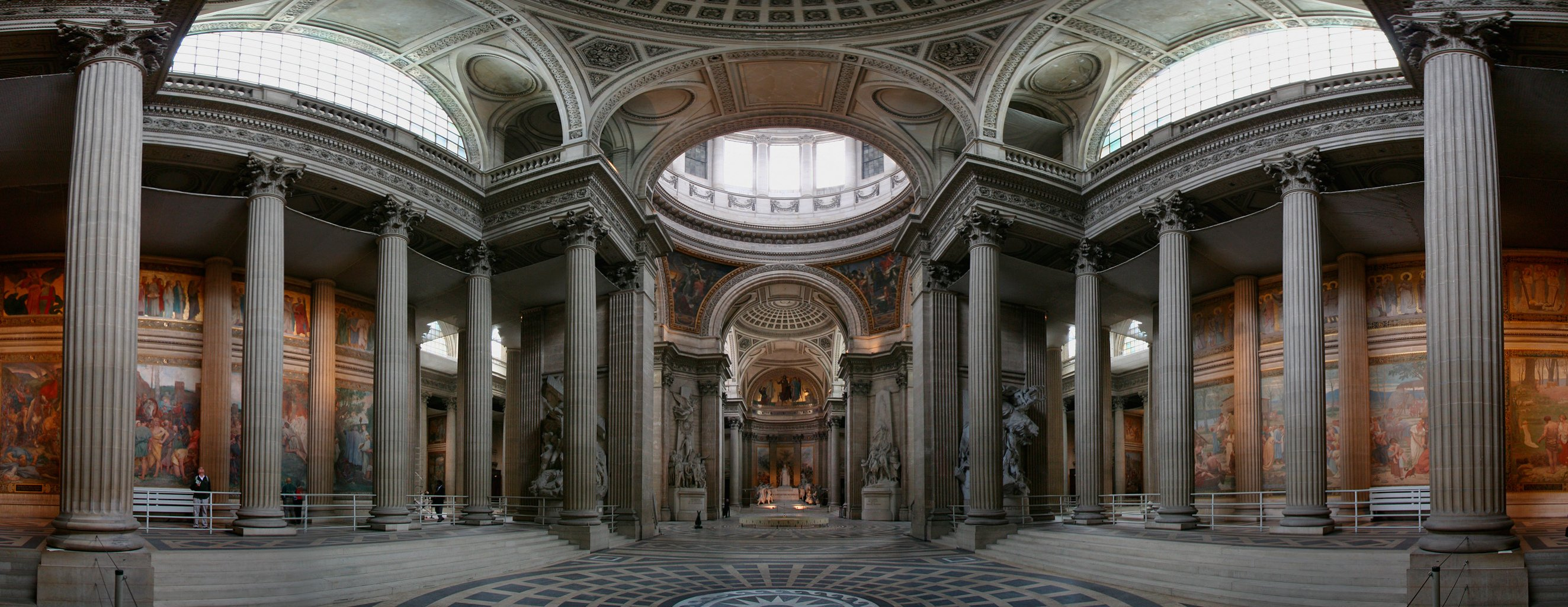
Blick auf das Werk Sicards in der Apsis des Panthéons

François-Léon Sicard (geboren 21. April 1862, Tours; gestorben 8. Juli 1934 in Paris) war ein französischer Bildhauer. Er gilt als einer der talentiertesten und doch größtenteils künstlerisch schwer fassbaren Bildhauer des späten 19. und frühen 20. Jahrhunderts. Seine Arbeiten umfassen Beiträge zum Skulpturenkomplex des Louvre sowie zahlreiche Skulpturen auf der ganzen Welt.
Sicard wurde in Tours geboren. Er studierte bei Louis-Ernest Barrias und ist bekannt für seine Bildhauerarbeiten und glühend patriotischen Originalkunstwerke. Trotz seiner Fruchtbarkeit und Arbeit in ganz Europa ist überraschend wenig über ihn bekannt. Seine Werke sind denen von Gustave Crauk (1827–1920) und Antoine-Augustin Préault (1809–1879) recht ähnlich, und möglicherweise hat er mit Crauk zusammengearbeitet.
Er war Mitglied der Académie des Beaux-Arts. 1891 gewann er den Prix de Rome.

## Werke (Auswahl)
- Le Bon Samaritain (Der barmherzige Samariter)
- Oedipe et le Sphinx (Ödipus und die Sphinx)
- Archibald-Brunnen im Hyde Park, Sydney, Australien
- vier Atlanten des Hôtel de ville in Tours, ca. 1900, Architekt Victor Laloux
- Autel de la Convention nationale oder Autel républicain (Panthéon, Paris, 1913)

## Galerie

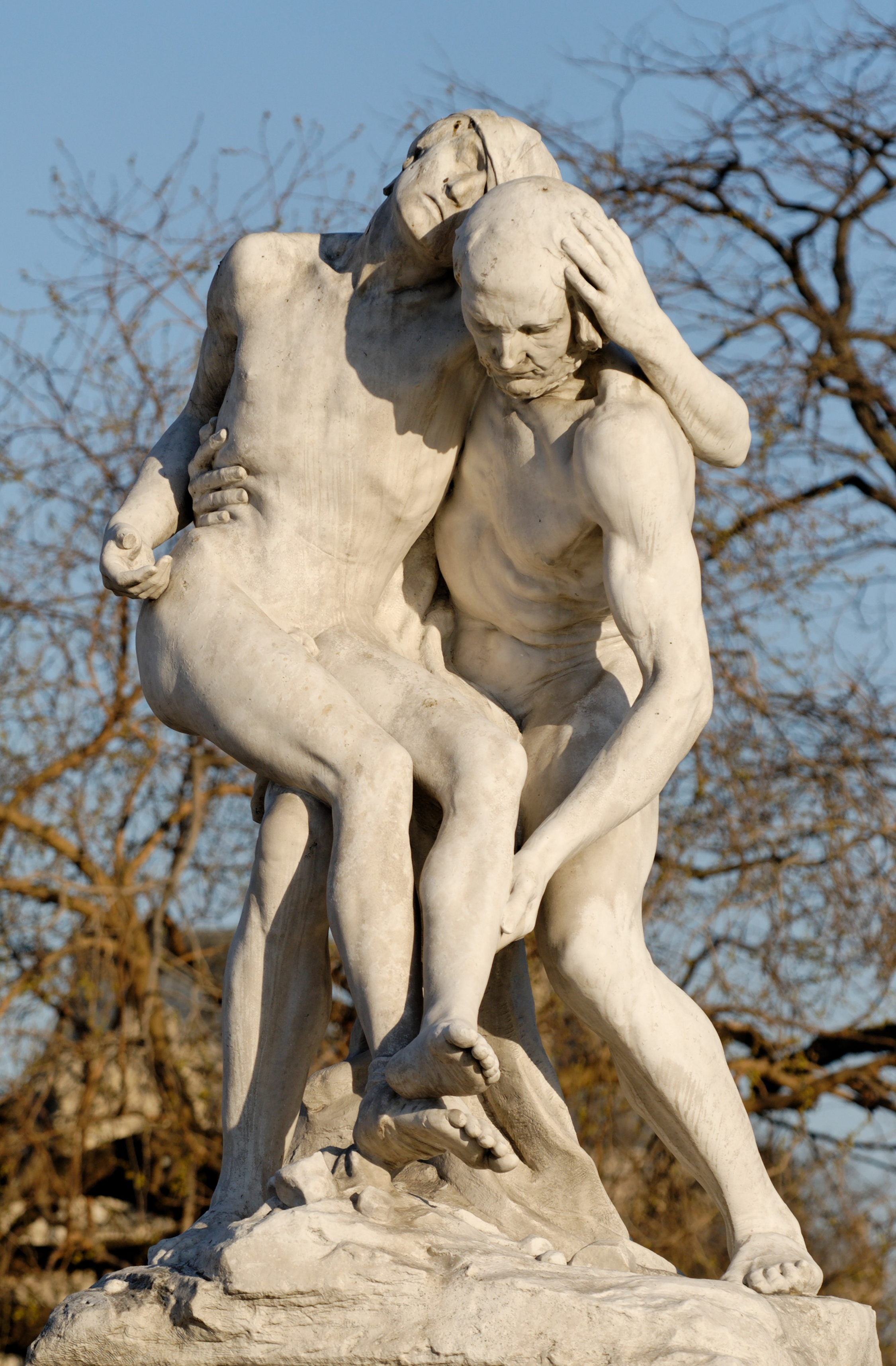
Le Bon Samaritain (1896), Jardin des Tuileries, Paris.
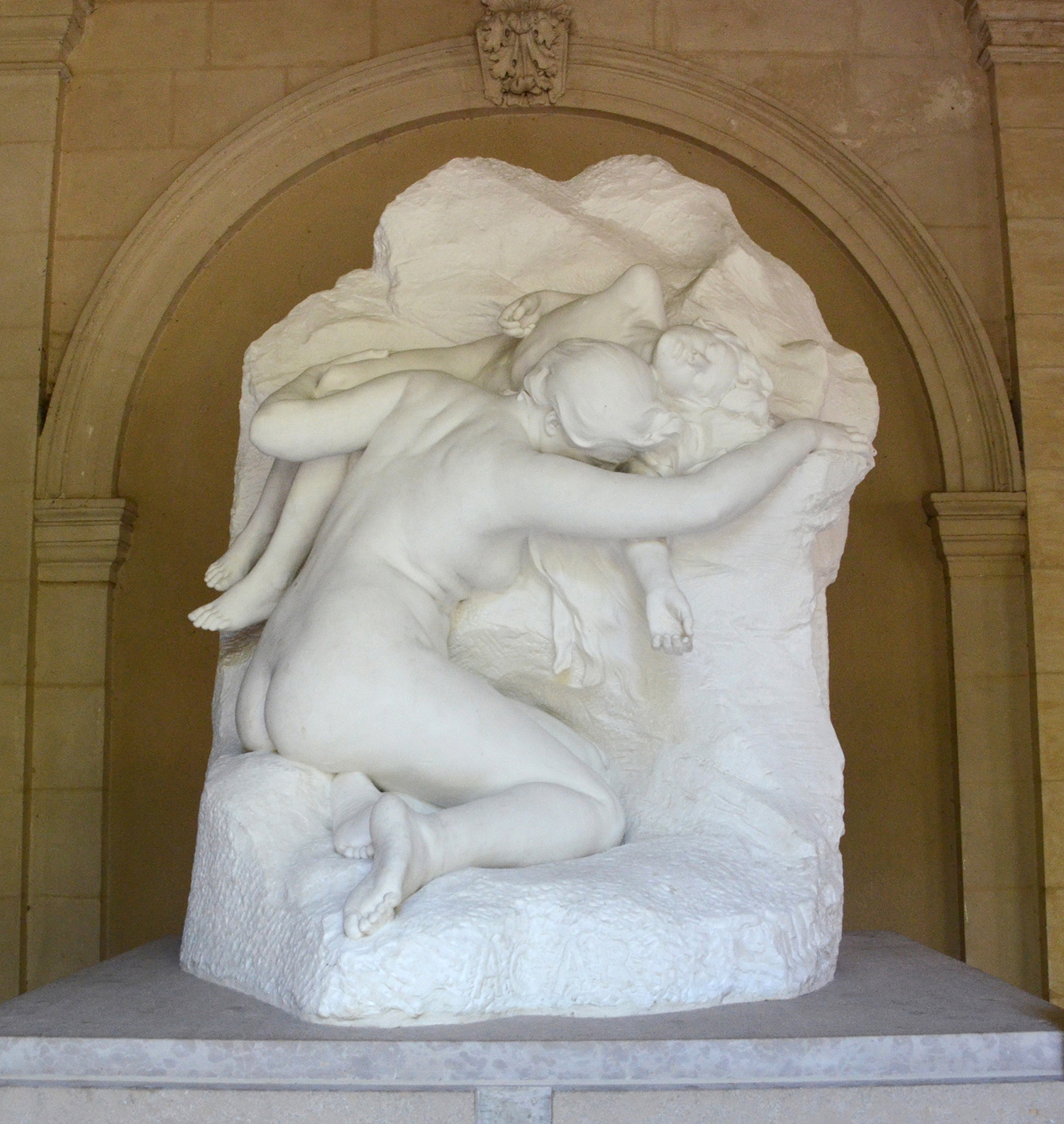
Agar et Ismaël, Musée des beaux-arts de Lyon
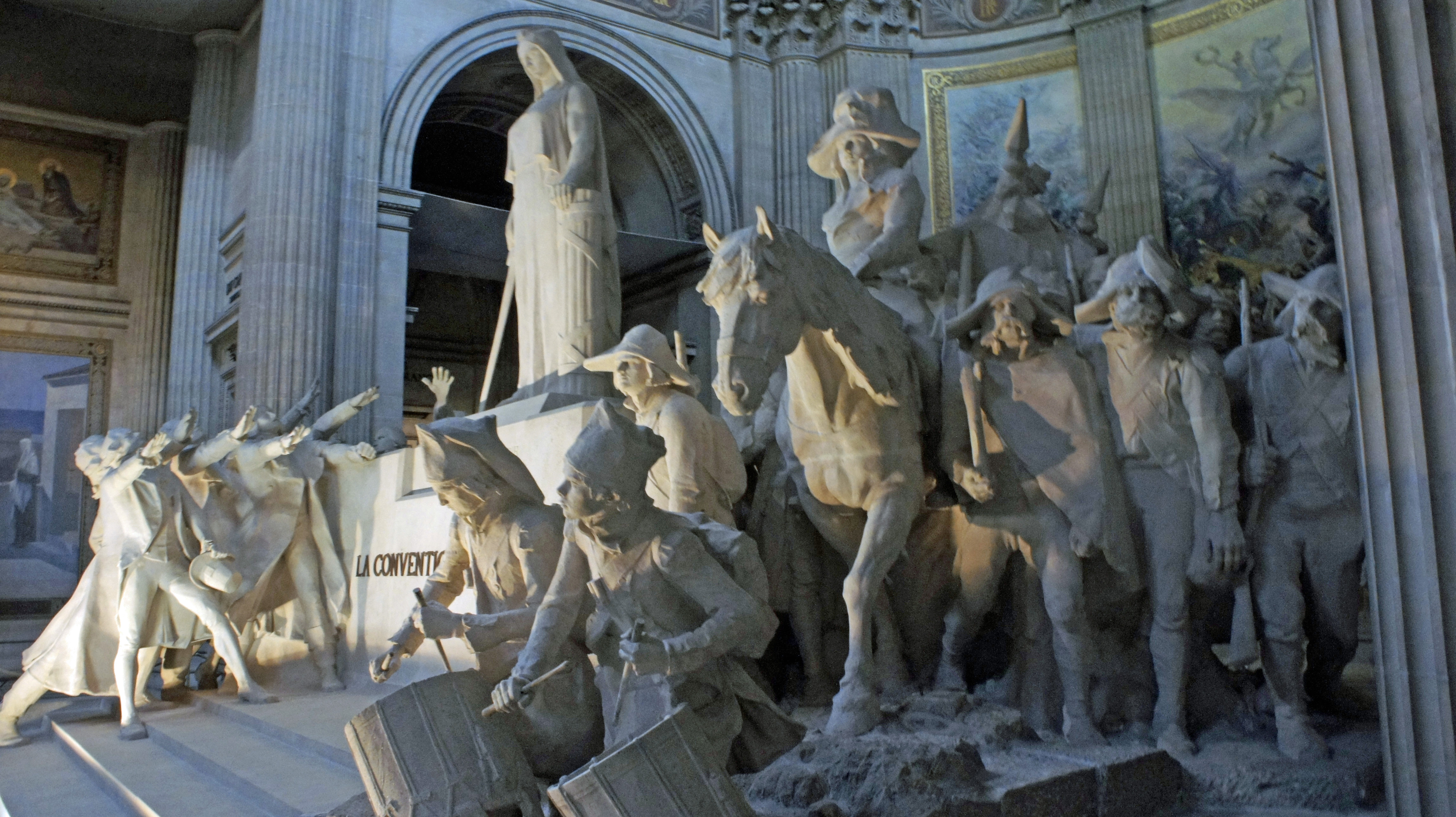
Monument à la Convention nationale (1913), Panthéon de Paris.
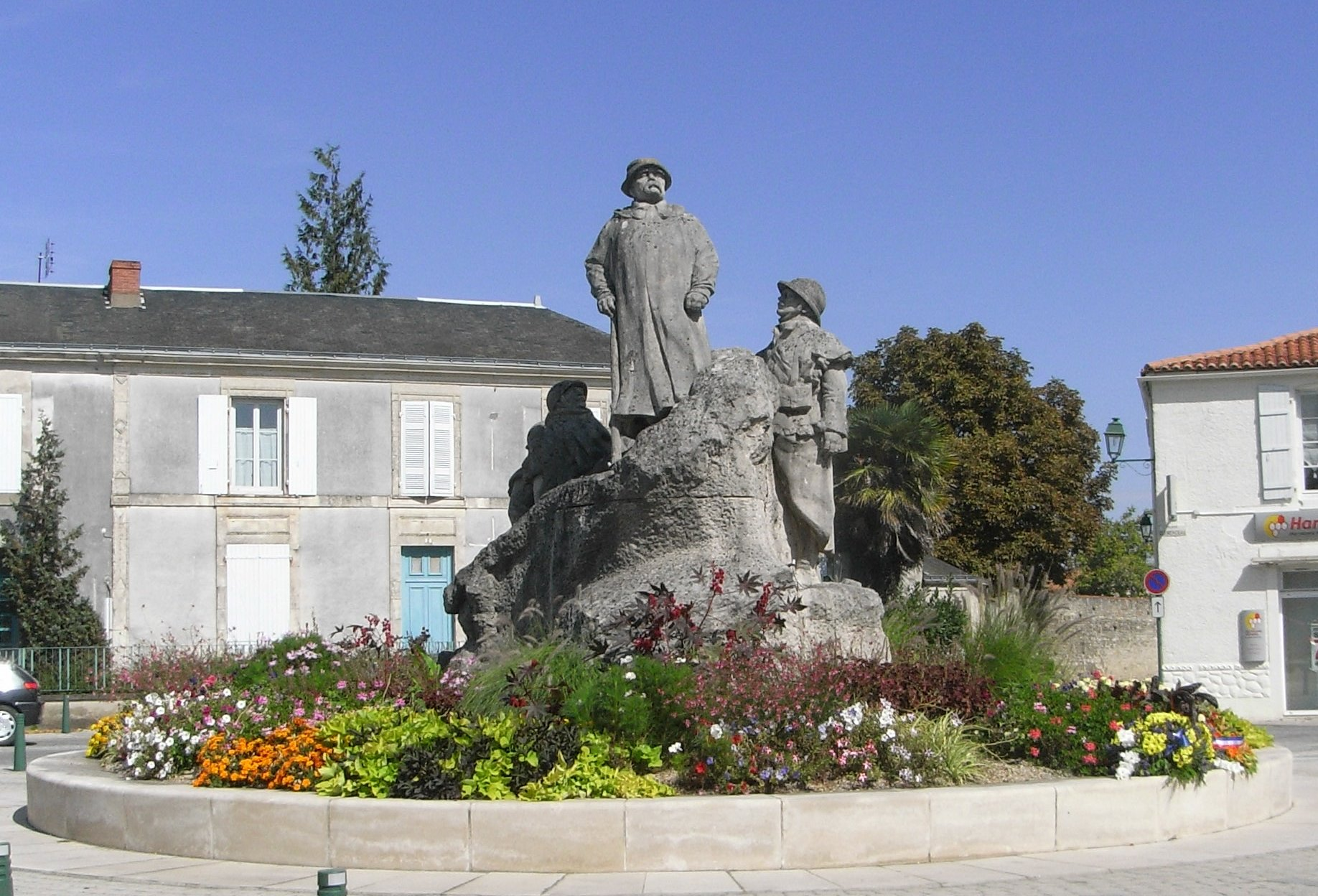
Denkmal Georges Clemenceau